# Рашомон (филм)
Рашомон (транслит.) је јапански историјско-драмски филм из 1950. године у режији Акире Куросаве, који је и написао сценарио у сарадњи са Шинобуом Хашимотом. Главне улоге у филму тумаче Тоширо Мифуне, Мачико Кјо, Масајуки Мори и Такаши Шимура, а заплет прати различите особе које на различите начине описују убиство једног самураја у шуми. Радња и ликови засновани су на приповеци У жбуну Рјуносукеа Акутагаве, док су наслов и оквирна прича преузети из Акутагавиног дела Рашомон. Сви елементи су углавном идентични — од убијеног самураја који говори кроз шинтоистичког медијума, разбојника у шуми, монаха, напада на жену, до неискреног препричавања догађаја у коме сваки учесник лажима приказује идеализовану верзију себе.
Продукцију филма започео је 1948. године Куросавин редовни продукцијски студио Toho, али је она отказана јер се филм сматрао финансијским ризиком. Две године касније, Соџиро Мотоки је понудио Рашомон компанији Daiei Film након завршетка Куросавиног филма Скандал. Daiei је у почетку одбио пројекат, али је касније пристао да га финансира и дистрибуира. Главно снимање трајало је од 7. јула до 17. августа 1950. године, углавном у Кјоту, са процењеним буџетом од 15–20 милиона јена. Приликом осмишљавања визуелног стила филма, Куросава и директор фотографије Казуо Мијагава експериментисали су са разним техникама, попут усмеравања камере директно у сунце, што је тада сматрано табуом. Постпродукција је трајала само недељу дана, али је била успорена због два пожара.
Рашомон је премијерно приказан 25. августа 1950. у Токију, а дистрибуиран је широм Јапана већ наредног дана, постигавши умерени комерцијални успех и постао четврти најисплативији филм компаније Daiei те године. Јапански критичари су хвалили експерименталну режију и кинематографију, али су критиковали адаптацију Акутагавине приче и комплексност филма. Након што је освојио Златног лава на Филмском фестивалу у Венецији, Рашомон је постао први јапански филм који је стекао значајно међународно признање, добивши универзалне похвале и зарадивши око 800.000 долара у иностранству. Касније је освојио Оскара за најбољи филм на страном језику, а био је номинован и за награду БАФТА за најбољи филм.
Данас се Рашомон сматра једним од најбољих филмова свих времена и једним од најзначајнијих филмова 20. века. Популаризовао је тзв. „Рашомон ефекат”, наративно средство у коме различити ликови дају субјективне, алтернативне и често противречне верзије истог догађаја. Критичар Ендру Џонстон је 1999. године написао да је „наслов филма постао синоним за његов главни наративни концепт”.

## Радња
Радња филма одвија се у Јапану током Хеиан периода, код старих градских врата града Кјота, „Рашомон”. Ту се сусрећу један дрвосеча, свештеник и случајни пролазник, коме они препричавају један догађај. Дрвосеча и свештеник су ужаснути оним што су чули на суду о убиству једног самураја три дана раније у шуми, на путу између Јамашине и Секијаме. Дрвосеча и свештеник су били сведоци на суђењу. Наиме, злогласни бандит Таџомару је тада убио једног самураја и узео му мач и коња, након што му је силовао жену. Дрвосеча је судији рекао да је он нашао леш самураја у шуми и одмах о томе обавестио полицију. На месту убиства је нашао само женски шешир са велом, самурајску капу и комаде ужета. На питање да ли је нашао нож и мач убијеног, одговорио је да није. Свештеник је само рекао да је на том истом путу у то време срео самураја који је водио коња на коме је јахала самурајева жена. Трећи сведок је полицајац који је ухватио разбојника пре два дана. Каже да га је нашао на обали реке где лежи превијајући се у грчевима у песку. Полицајац га је везао, нашао код њега мач и лук и стреле, а мало даље је био коњ који је био власништво убијеног. Полицајац је био мишљења да је коњ збацио разбојника са себе и тиме осветио свога господара. Бандит је био изнервиран полицајчевом тврдњом о освети. Рекао је да је тај дан био ожеднео, па је пио воду на потоку у коме је, по његовом мишљењу, била распаднута змија отровница, што је изазвало несносне грчеве у његовом трбуху. 
Бандит се обраћа судији и каже да зна да ће бити обешен, као и да више нема шта да изгуби, па ће говорити истину. Три дана раније, бандит је, одмарајући се у шуми, приметио једног човека, самураја, и његову жену која је јахала коња кога је самурај водио. Жена је на глави имала шешир и вео, па Таџомару није могао да јој види лице у први мах. Касније је успео да је види и био је очаран њеном лепотом. Хтео је да је има, тј. да је силује. Одлучивши да не чека ни тренутак, Таџомару је пришао човеку, наговорио га да пође с њим дубље у шуму да би му показао скровиште даље у шуми, пуно нађеног блага у некој рушевини. Одвевши га даље од жене, која је сама остала с коњем, Таџомару је напао човека с леђа, савладао га и везао за дрво. Везаног га је оставио у шуми и отишао до његове жене, којој је рекао да је њеног мужа ујела змија. Видевши мужа свезаног, жена је потегла нож покушавајући да убије бандита. Таџомару је савладао жену и силовао је. Жена је рекла да неће моћи да живи од срамоте која јој је учињена, те да један од њих двојице мора да умре, а да ће она поћи за оним који преживи. Таџомару је у борби убио њеног мужа, а кад се осврнуо, жене нигде није било. Узео је мач убијеног и коња. Мач је дао за пиће у некој крчми у граду. На питање шта је било са ножем којим га је жена напала, бандит је рекао да је нож био веома вредан, опточен бисерима и да је то био његов велики пропуст што није узео нож.
Свештеник је рекао да је полиција нашла жену у манастиру и довела пред судију. У свом сведочењу жена је рекла да се, након што ју је силовао, бандит наругао њеном везаном мужу, узео његов мач и отишао. Жена је пришла мужу али он ју је дочекао презирним погледом. Жена је пресекла конопац којим је био везан њен муж и понудила му нож тражећи да је он убије, али да је не гледа са тим презиром у очима. Казала је да се тада онесвестила, а кад је дошла себи, видела је мртвог мужа са ножем у грудима. Покушала је да се убије тако што се је бацила у језерце, али јој то није успело. Казала је за себе да је она тада била само немоћна и јадна жена, неспособна да ишта учини.
Свештеник затим прича пролазнику сведочење убијеног мужа. У свом сведочењу убијени муж, преко медијума, тврди да је бандит, након што је силовао жену, понудио да је поведе са собом и да се ожени њоме. Жена је на то пристала, али је тражила од бандита да убије њеног мужа, тврдећи да она неће моћи да поднесе срамоту која јој је учињена док год је муж жив. На те речи се бандит згрози, баци жену на тло и пита мужа шта да ради са њом, да је убије или поштеди. Муж је, због овог поступка бандита, био спреман да му опрости злочин. Жена се дигне са тла и побегне. Бандит отрчи за женом па се врати касније и ослободи везаног мужа. Муж се подигне, плаче и нађе нож који је испустила његова жена, и забије га себи у срце. Након тога каже да је пао у таму и да је неко нежно извукао нож из његовог срца. 
Дрвосеча, након свештеникове приче, каже да је лаж да се муж убио ножем, већ да је убијен мачем. Признаје да је видео све шта се десило, али на суду то није рекао, бојећи се да га суд не оптужи као саучесника. Видео је жену како седи на тлу и плаче и како је бандит моли за опроштај. Он је хтео да се ожени њоме, па је чак ишао толико далеко да обећа да ће оставити разбојнички живот из себе, ако то жена жели. Рекао је да ће урадити што год она тражи од њега, само да се уда за њега. Жена се диже, узима нож и ослобађа везаног мужа, што бандит види као начин да он и самурај морају да одлуче борбом коме ће она припасти. Муж одбија да прихвати борбу и каже да му таква жена више не треба. За њега је она само „бесрамна курва” која треба да се убије. Бандит, након кратке станке, напушта сцену и жена потрчи за њим.  Бандит се окрене и подвикне јој да га не следи. Жена плаче, а муж јој каже како јој плач неће помоћи. Бандит каже да остави жену на миру јер су жене по природи слабе. На ове речи се жена дигне, и каже како су њих двојица кукавице, јер, да је муж прави човек, он би убио бандита, а и бандит је слабић као и њен муж. Потом пљуне у лице бандиту. Након тих жениних речи почиње борба мужа и бандита, пуна страха код обојице за сопствени живот. Бандит се у једном моменту борбе нађе у смртној опасности. На крају бандит убије мужа, не зато што је био бољи борац, него због несрећне околности у којој се нашао самурај: забио је мач у пањ у току борбе. Исцрпљен смртним страхом и борбом, бандит пође да убије жену али му она побегне.
Дрвосечу, свештеника и пролазника прекида звук плача бебе. Они проналазе напуштено дете у корпи, заједно са кимоноом и амајлијом; пролазник краде ове ствари, због чега га дрвосеча прекорева. Пролазник закључује да је дрвосеча лагао не зато што се плашио невоља, већ зато што је украо женин нож како би га продао за храну. У међувремену, свештеник покушава да умири бебу. Након што пролазник оде, дрвосеча покушава да узме дете; свештеник, који је изгубио веру у човечанство након догађаја на суђењу и поступака пролазника, одмиче се у страху. Дрвосеча објашњава да жели да одгаји дете. Видећи дрвосечине добре намере, свештеник тврди да је повратио веру у људе. Док се дрвосеча спрема да оде, киша престаје, а облаци се размичу, откривајући сунце.

## Улоге
| Глумац        | Улога                      |
| ------------- | -------------------------- |
| Тоширо Мифуне | Таџомару, бандит           |
| Масајуки Мори | Такехиро Каназава, самурај |
| Мачико Кјо    | Масаго, Каназавина жена    |
| Такаши Шимура | дрвосеча                   |
| Минору Чијаки | свештеник                  |
| Кичиџиро Уеда | пролазник                  |
| Норико Хонма  | медијум                    |
| Дајсуке Като  | полицајац                  |

## Наслов
Сама реч „Рашомон” би се могло превести као „Врата живота ухваћених у мрежу”. У почетку, званични превод назива филма на енглески језик је био Врата пакла. Међутим, након што је 1953. године режисер Теиносуке Кинугаса снимио филм Врата пакла (транслит.), име Куросавиног филма је прихваћено у облику директне транскрипције јапанског оригиналног имена.

## Сценарио
Сценарио филма су заједнички написали Шинобу Хашимото и Акира Куросава, а заснован је на две приповетке анонимног писца из 12. века, из антологије Збирка прича из давнина (транслит.), које је литерарно обрадио Рјуносуке Акутагава (Рашомон и У жбуну). Даље гледано, прича У жбуну је такође заснована на елементима приповетке Емброуза Бирса Пут месечине. У шпици филма се каже да је радња филма заснована само на приповеци У жбуну.

## Наслеђе
Рашомон је један од најзначајнијих филмова светске кинематографије. Куросава се овим филмом показао филмској публици као креативан уметник, а тиме у свету постао признат и слављен. Славу и признања која је достигао овим филмом Куросава никад није достигао у својој земљи. Рашомон је први јапански филм који је постигао светски успех. На Филмском фестивалу у Венецији је 1951. године награђен Златним лавом, а следеће године је добио почасног Оскара за најбољи филм на страном језику. Јапанска влада није била одобрила да се Рашомон приказује на Филмском фестивалу у Венецији. Уместо тога филма је био предложен други филм, редитеља Јасуџиро Озуа. Рашомон је уједно и први филм који уводи непоузданог приповедача у наративну кинематографију.
Рашомон су 1960. за америчку и британску телевизију адаптирали Сидни Лумет и Рудолф Картије, са западним глумцима уместо јапанских. Мартин Рит је према Рашомону 1964. године снимио вестерн Револт, а Хироаки Јошида филм Гвоздени лавиринт 1991. године.

## Награде и признања
- Плава врпца (1951): Најбољи сценарио − Акира Куросава и Шинобу Хашимото
- Маиничи филм награда (1951): Најбоља глумица − Мачико Кјо[5]
- Златни лав Филмског фестивала у Венецији (1951): Акира Куросава
- Национални одбор за рецензију филмова (1951): Најбољи редитељ и најбољи страни филм − Акира Куросава, Рашомон[6]
- Оскар (1952): почасни Оскар за најбољи филм на страном језику